# Liste der Biografien/Mert
Liste der Biografien |
Portal Biografien |
Personensuche
# |
A |
B |
C |
D |
E |
F |
G |
H |
I |
J |
K |
L |
M |
N |
O |
P |
Q |
R |
S |
T |
U |
V |
W |
X |
Y |
Z |
?
 
Ma |
Mb |
Mc |
Md |
Me |
Mf |
Mg |
Mh |
Mi |
Mj |
Mk |
Ml |
Mm |
Mn |
Mo |
Mp |
Mq |
Mr |
Ms |
Mt |
Mu |
Mv |
Mw |
Mx |
My |
Mz
 
Mea–Mee |
Mef |
Meg |
Meh |
Mei |
Mej |
Mek |
Mel |
Mem |
Men |
Meo |
Mep |
Mer |
Mes |
Met |
Meu |
Mev |
Mew |
Mex |
Mey |
Mez
 
Mera |
Merb |
Merc |
Merd |
Mere |
Merf |
Merg |
Merh |
Meri |
Merj |
Merk |
Merl |
Merm |
Mern |
Mero |
Merr |
Mers |
Mert |
Meru |
Merv |
Merw |
Merx |
Mery |
Merz
Die Liste der Biografien führt alle Personen auf, die in der deutschsprachigen Wikipedia einen Artikel haben. Dieses ist eine Teilliste mit 239 Einträgen von Personen, deren Namen mit den Buchstaben „Mert“ beginnt.

## Mert
- Mert (* 1996), deutscher Rapper und YouTuber
- Mert, Ayşegül (* 2004), türkische Tennisspielerin
- Mert, Çetin (1970–1975), türkischer Junge, der als jüngstes Maueropfer gilt
- Mert, Muhammed (* 1995), belgisch-türkischer Fußballspieler

### Merta
- Merta, František (* 1951), katholischer Pfarrer
- Merta, Maria (* 1950), deutsche Politikerin (SPD), MdL
- Merta, Tomasz (1965–2010), polnischer Politiker, Mitglied des Sejm
- Merta, Zdeněk (* 1951), tschechischer Komponist, Pianist und Musikproduzent
- Mertanen, Terhi (* 1981), finnische Eishockeyspielerin und -trainerin

### Merte
- Merte, Franca (* 2004), deutsche Volleyballspielerin
- Merté, Heinrich (1838–1917), deutscher Maler
- Merté, Oskar (1872–1938), deutscher Maler, Zeichner und Illustrator
- Merté, Willy (1889–1948), deutscher Optikkonstrukteur
- Mertek, Muhammet (* 1964), türkischer Lehrer und Autor
- Mertel, Carl (1809–1873), deutscher Jurist und Politiker
- Mertel, Friedrich jun. (1947–2019), österreichischer Orgelbauer
- Mertel, Fritz (1902–1979), österreichischer Orgelbauer
- Mertel, Heinz (* 1936), deutscher Sportschütze
- Mertel, Ilse (* 1943), österreichische Politikerin (SPÖ), Abgeordnete zum Nationalrat
- Mertel, Johann Josef (1873–1937), österreichischer Orgelbauer
- Mertel, Manfred (* 1954), österreichischer Fußballspieler und -trainer, Politiker (SPÖ)
- Mertel, Theodulf (1806–1899), Jurist, päpstlicher Minister, Kardinal
- Mertelsmann, Olaf (* 1969), deutscher Historiker
- Mertelsmann, Roland (* 1944), deutscher Onkologe
- Merten von Redern, Vogt
- Merten, Blandine (1883–1918), deutsche Ordensschwester; SeligeBlandine Merten (1883–1918)

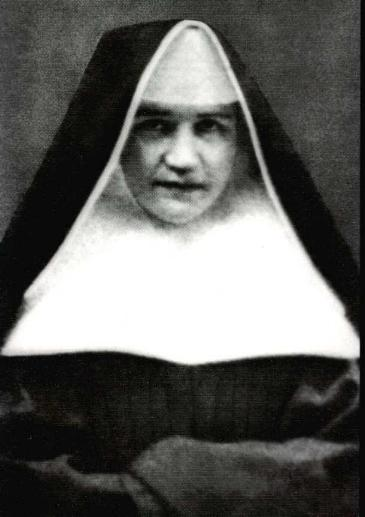
Blandine Merten (1883–1918)

- Merten, Christa (1944–1986), deutsche Leichtathletin und Olympiateilnehmerin
- Merten, Claudius (1842–1912), deutscher Theaterschauspieler und Sänger
- Merten, Detlef (* 1937), deutscher Rechtswissenschaftler
- Merten, Georg (1941–2018), deutscher Diplomat
- Merten, Hans (1908–1967), deutscher Politiker (SPD), MdB, MdEP
- Merten, Jacob (1809–1872), deutscher römisch-katholischer Theologe und Geistlicher
- Merten, Johannes (1857–1926), deutscher Marineoffizier, zuletzt Vizeadmiral der Kaiserlichen Marine
- Merten, Jörg (* 1981), österreichischer Handballspieler und Handballtrainer
- Merten, Kai (* 1972), deutscher Anglist
- Merten, Karl-Friedrich (1905–1993), deutscher Marineoffizier, U-Boot-Kommandant und Techniker
- Merten, Kenneth H. (* 1961), amerikanischer Diplomat
- Merten, Klaus (* 1937), deutscher Kunsthistoriker
- Merten, Klaus (1940–2020), deutscher Kommunikationswissenschaftler und Soziologe
- Merten, Max (1911–1971), deutscher Jurist und Täter des Holocaust in Griechenland
- Merten, Michael (* 1969), deutscher Volleyball-Trainer
- Merten, Michaela (* 1964), deutsche Schauspielerin, Autorin, Mentaltrainerin, UnternehmerinMichaela Merten (* 1964)

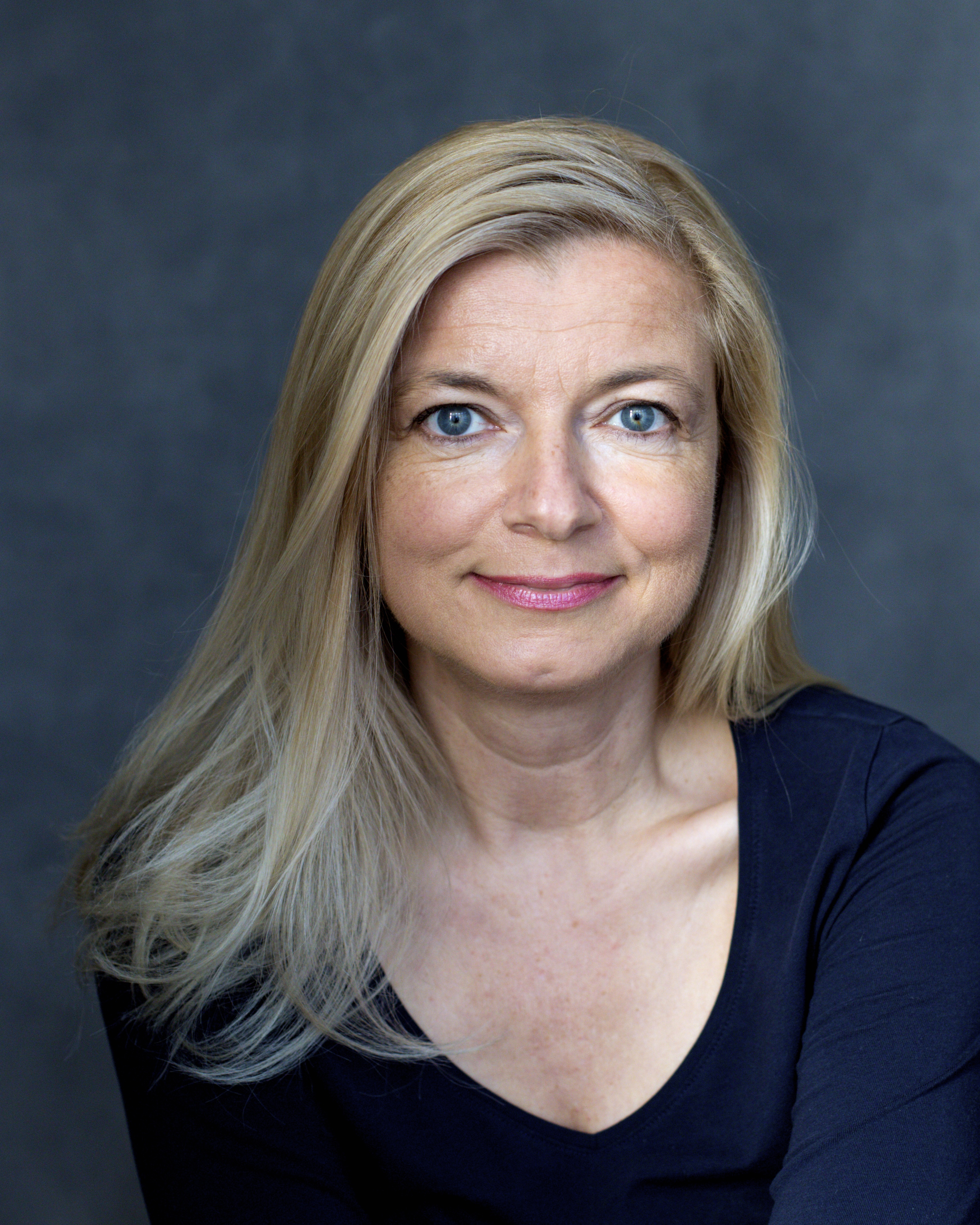
Michaela Merten (* 1964)

- Merten, Otto (* 1874), deutscher Lehrer, Ministerialdirektor und Politiker (FVp, DDP), MdR
- Merten, Peter (* 1954), deutscher Manager und Sportfunktionär
- Merten, Reinhold (1894–1943), deutscher Dirigent
- Merten, Roland (* 1960), deutscher Politiker, Staatssekretär in Thüringen
- Merten, Stephan (* 1956), deutscher Germanist, Sprachwissenschaftler und Sprachdidaktiker
- Merten, Thomas († 1626), Berggeschworener und Stadtverteidiger von Zellerfeld im Dreißigjährigen Krieg
- Merten, Thorsten (* 1963), deutscher SchauspielerThorsten Merten (* 1963)

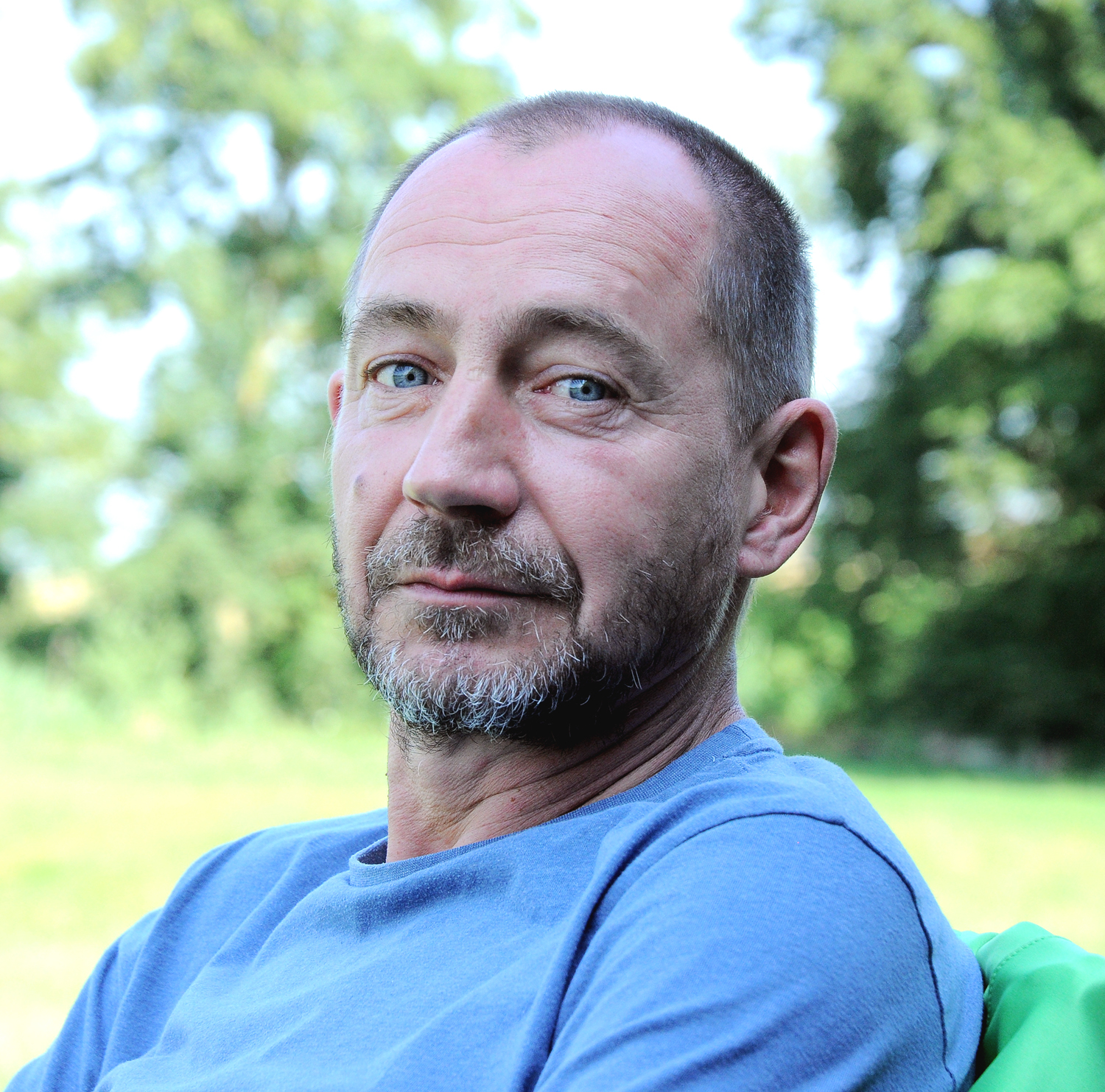
Thorsten Merten (* 1963)

- Merten, Ulrike (* 1951), deutsche Politikerin (SPD)
- Merten-Hommel, Heike (* 1961), deutsche Dramaturgin, Theaterwissenschaftlerin und Publizistin
- Mertenat, François (* 1941), Schweizer Politiker
- Mertens, Andrea (* 1973), deutsche Filmeditorin
- Mertens, Angelika (1952–2019), deutsche Politikerin (SPD)
- Mertens, Anna-Maija (* 1975), finnisch-deutsche Interessengruppenvertreterin
- Mertens, Ansgar (* 1977), deutscher Lokalpolitiker (CDU)
- Mertens, Anton (1782–1850), deutscher Politiker, Mitglied des Landstandes des Fürstentums Waldeck
- Mertens, August (1864–1931), deutscher Lehrer, Naturschützer und Museumsleiter
- Mertens, Ben (* 2004), belgischer Snookerspieler
- Mertens, Bernd (* 1967), deutscher Rechtshistoriker und Jurist
- Mertens, Burk (1950–2004), deutscher Radiomoderator und Karnevalist
- Mertens, Carl (1902–1932), deutscher Journalist und Pazifist
- Mertens, Christian (* 1977), deutscher Filmregisseur
- Mertens, Christian (* 1991), deutscher Politiker (AfD), MdL
- Mertens, Christoph Carl (1756–1830), lutherischer Pastor, Superintendent in Osnabrück
- Mertens, Dieter (1931–1989), deutscher Volkswirt
- Mertens, Dieter (1940–2014), deutscher Historiker
- Mertens, Dieter (* 1941), deutscher Bauforscher
- Mertens, Dries (* 1987), belgischer FußballspielerDries Mertens (* 1987)

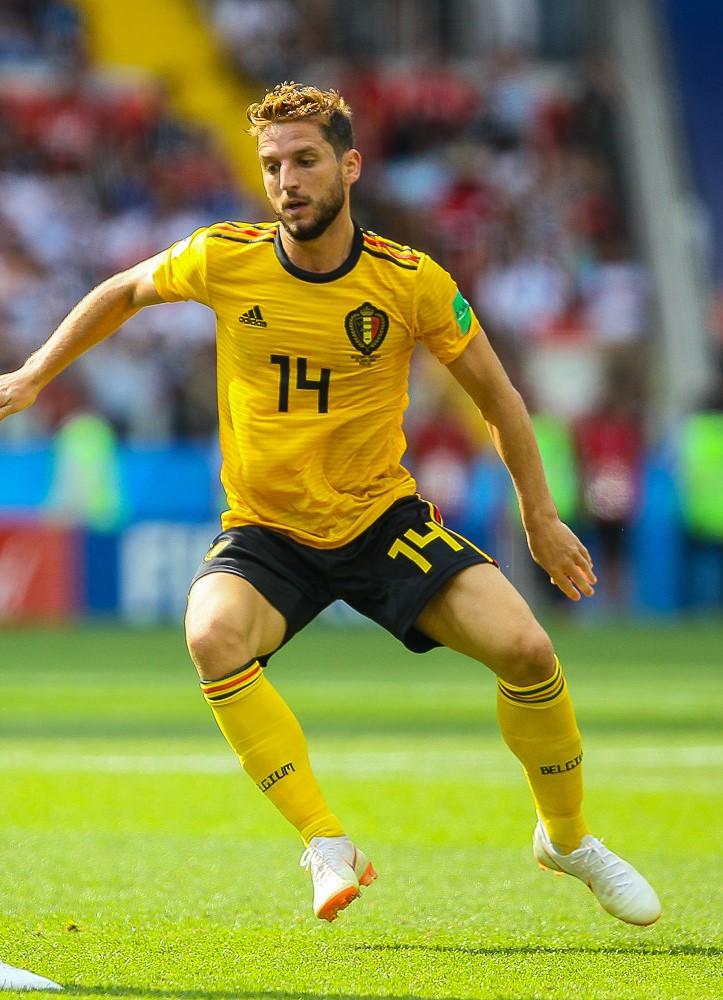
Dries Mertens (* 1987)

- Mertens, Elise (* 1995), belgische Tennisspielerin
- Mertens, Elke (* 1954), deutsche Fußballspielerin
- Mertens, Erich (1881–1964), deutscher Kommunalpolitiker
- Mertens, Evariste (1846–1907), Schweizer Gartenarchitekt
- Mertens, Ewald (1909–1965), deutscher Leichtathlet und Leichtathletiktrainer
- Mertens, Ferdinand von (1808–1896), preußischer Generalleutnant
- Mertens, Frank (* 1961), deutscher Musiker
- Mertens, Franz (1808–1897), deutscher Architekt und Architekturhistoriker
- Mertens, Franz (1840–1927), österreichischer Mathematiker
- Mertens, Franz Karl (1764–1831), deutscher Botaniker
- Mertens, Franz-Josef (1934–2017), deutscher Politiker (SPD), MdB
- Mertens, Fritz (1897–1961), deutscher Maler und Kunsterzieher
- Mertens, Fritz (1963–2008), Schweizer Mörder und Autor
- Mertens, Grégory (1991–2015), belgischer Fußballspieler
- Mertens, Gustav (1899–1977), deutscher Verwaltungsjurist
- Mertens, Hanne (1909–1945), deutsche Schauspielerin
- Mertens, Hans (1906–1944), deutscher Maler der Neuen Sachlichkeit, Illustrator, Gebrauchsgrafiker und Restaurator
- Mertens, Hans Willy (1866–1921), deutscher Lehrer, Schriftsteller, Mundartdichter und volkstümlicher Lyriker
- Mertens, Hans-Günter (* 1950), deutscher Politiker (SPD), MdHB
- Mertens, Hans-Joachim (1905–1945), deutscher Jurist und Oberbürgermeister von Braunschweig
- Mertens, Hans-Joachim (1934–2022), deutscher Rechtswissenschaftler
- Mertens, Hardy (* 1960), niederländischer Komponist und Dirigent
- Mertens, Hedi (1893–1982), Schweizer Malerin
- Mertens, Heinrich (1906–1968), deutscher Publizist, Herausgeber und Bürgermeister von Halle und Jena
- Mertens, Heinrich von (1811–1872), österreichischer Politiker und Bürgermeister der Stadt Salzburg (1861–1872)
- Mertens, Hermann von (1832–1900), preußischer Generalmajor
- Mertens, Holger (* 1965), deutscher Denkmalpfleger, Landeskonservator von Westfalen-Lippe
- Mertens, Horst (* 1941), deutscher Politiker (DVU), MdL
- Mertens, Jacob († 1609), flämischer Maler in Krakau
- Mertens, Jan (1904–1964), belgischer Radrennfahrer
- Mertens, Jan (1916–2000), niederländischer Politiker und Gewerkschaftsfunktionär
- Mertens, Johannes (1935–1999), deutscher Politiker (CDU), MdHB
- Mertens, Josef (1865–1934), deutscher Diplomat
- Mertens, Joseph (1921–2007), belgischer Archäologe
- Mertens, Joseph Ludwig (1781–1842), Kölner Bankier
- Mertens, Jürgen Christian (* 1953), deutscher Diplomat
- Mertens, Karl (1903–1988), deutscher Bildhauer
- Mertens, Karl (* 1958), deutscher Philosoph
- Mertens, Karl Heinrich (1796–1830), deutscher Arzt und Botaniker
- Mertens, Klaus (1929–2003), deutscher Schauspieler und Synchronsprecher
- Mertens, Klaus (1931–2014), deutscher Architekturwissenschaftler und Bauforscher
- Mertens, Klaus (* 1949), deutscher Sänger der Stimmlagen Bass und Bassbariton
- Mertens, Lia-Tabea (* 1994), deutsche Volleyballspielerin
- Mertens, Linda (* 1978), belgische Sängerin
- Mertens, Lothar (1959–2006), deutscher Historiker und Sozialwissenschaftler
- Mertens, Lukas (* 1996), deutscher HandballspielerLukas Mertens (* 1996)

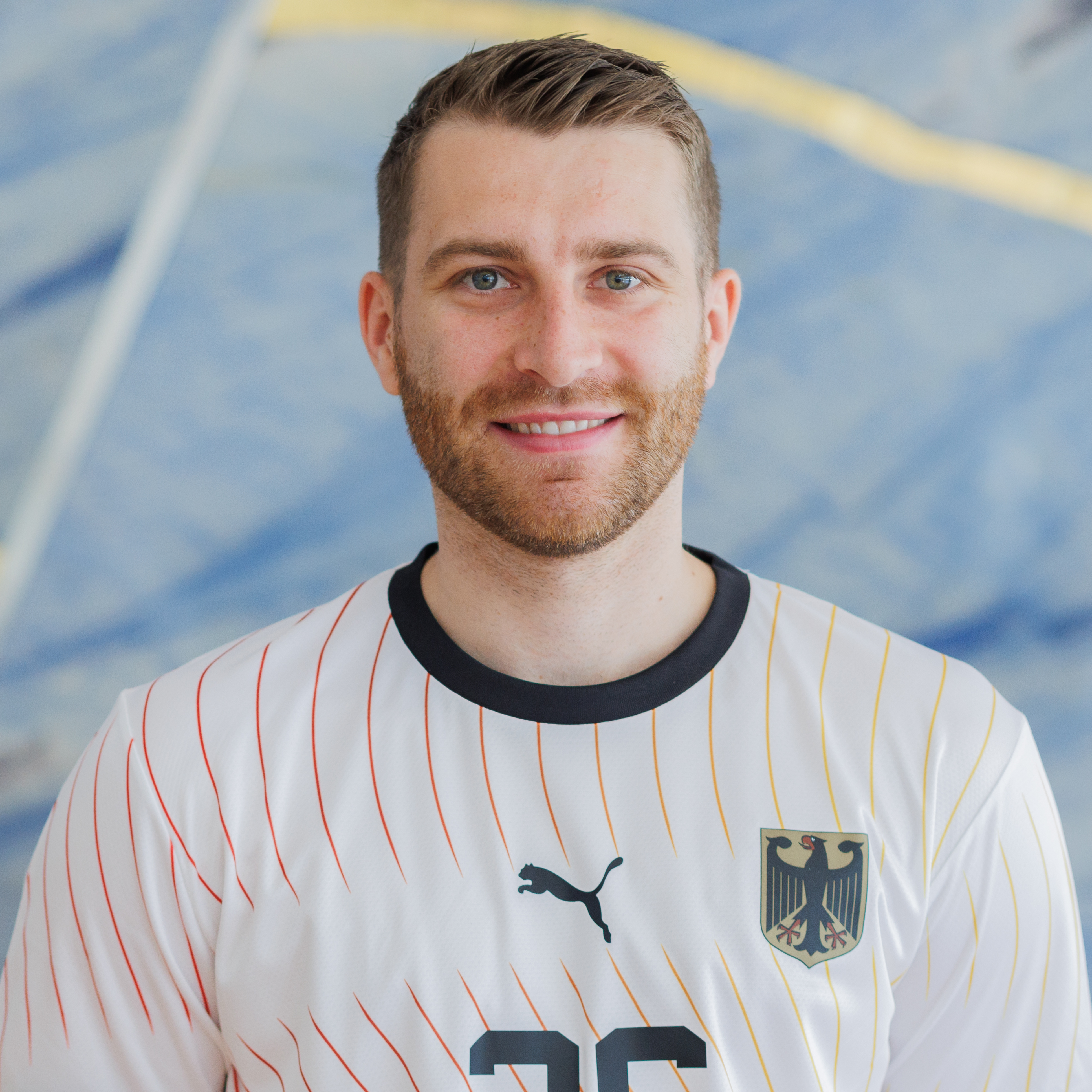
Lukas Mertens (* 1996)

- Mertens, Maik (* 1977), deutscher Basketballspieler
- Mertens, Mathias (* 1971), deutschsprachiger Autor und Dozent für Medienwissenschaft
- Mertens, Matthias (1906–1970), deutscher Geistlicher und NS-Opfer
- Mertens, Max von (1877–1963), deutscher Generalmajor, Kunstmaler
- Mertens, Meinolf (1923–2009), deutscher Politiker (CDU), MdL, MdEP
- Mertens, Michael (* 1965), deutscher Kugelstoßer
- Mertens, Oskar (1887–1976), Schweizer Landschaftsarchitekt
- Mertens, Paul (1886–1946), deutscher Oberregierungsrat und Landrat
- Mertens, Peter (* 1937), deutscher Wirtschaftsinformatiker
- Mertens, Peter (* 1969), belgischer Publizist und Politiker (PVDA)
- Mertens, Pieter (* 1980), belgischer Radrennfahrer
- Mertens, Rainer (* 1961), deutscher Historiker
- Mertens, René (1922–2014), belgischer Radrennfahrer
- Mertens, Reni (1918–2000), Schweizer Dokumentarfilmerin
- Mertens, Robert (1894–1975), deutscher Biologie und Museumsdirektor
- Mertens, Roland (* 1952), deutscher Künstler
- Mertens, Sabrina (* 1985), deutsche Regisseurin, Drehbuchautorin und Medienkünstlerin
- Mertens, Stéphane (* 1959), belgischer Motorradrennfahrer
- Mertens, Susanne, deutsche Politikerin (Bündnis 90/Die Grünen)
- Mertens, Theo (* 1941), belgischer Radrennfahrer
- Mertens, Theodor (1813–1887), deutscher Pädagoge
- Mertens, Theresa (* 1987), deutsche Synchronsprecherin
- Mertens, Thomas (* 1950), deutscher Arzt, Virologe und Hochschullehrer
- Mertens, Tim, US-amerikanischer Film- und Sound-Editor
- Mertens, Tim (* 1986), belgischer Bahnradfahrer
- Mertens, Verena (* 1981), deutsche Politikerin (CDU), MdEPVerena Mertens (* 1981)

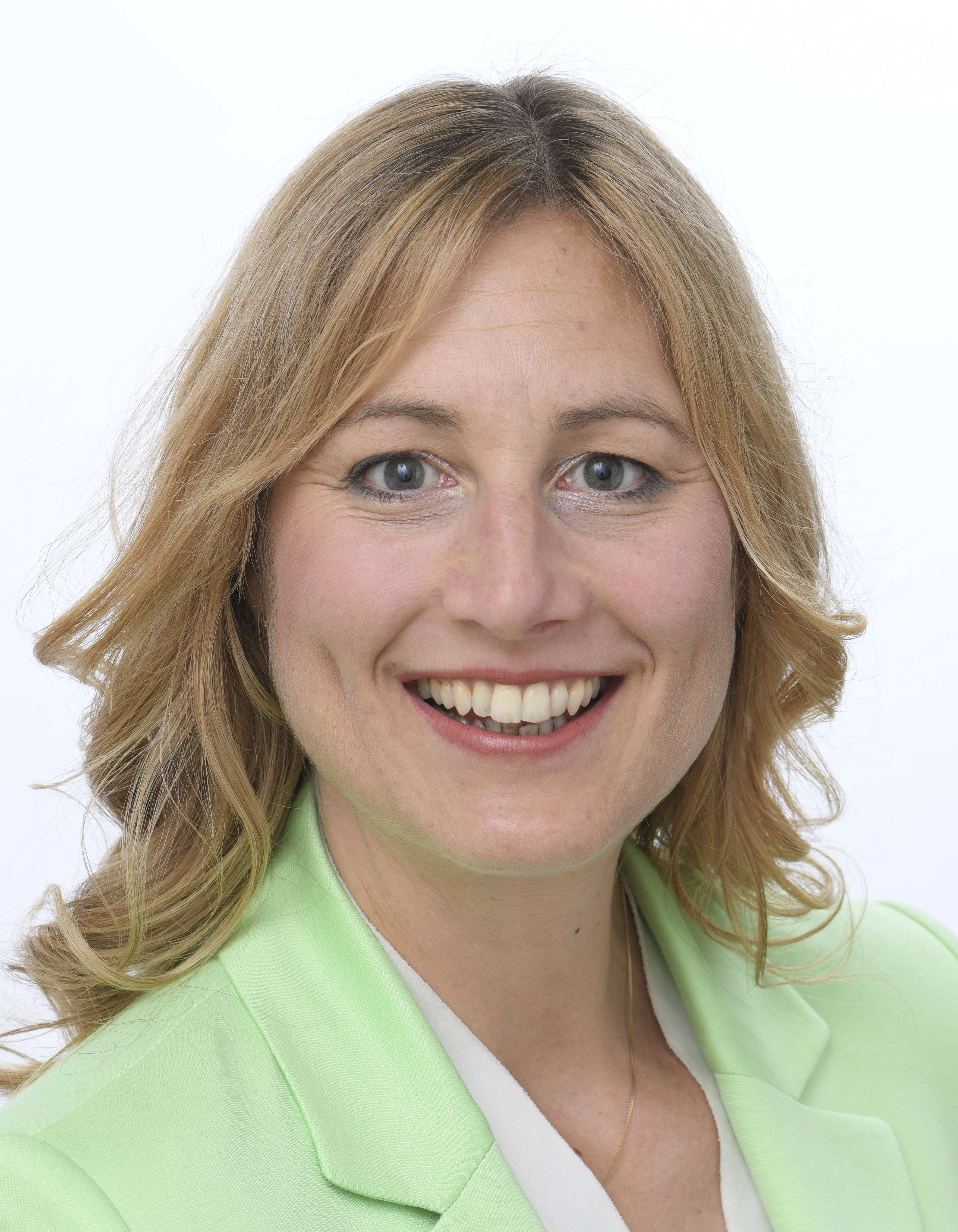
Verena Mertens (* 1981)

- Mertens, Volker (* 1937), deutscher Germanist
- Mertens, Walter (1885–1943), Schweizer Landschaftsarchitekt
- Mertens, Willem Karel (1893–1945), niederländischer Hygieniker
- Mertens, Wim (* 1953), belgischer Komponist, Countertenor, Pianist, Gitarrist und Musikwissenschaftler
- Mertens, Winfried (* 1948), deutscher Offizier, Brigadegeneral des Heeres der Bundeswehr
- Mertens, Wolfgang (* 1946), deutscher Psychologe, Psychoanalytiker und Hochschullehrer
- Mertens, Yannick (* 1987), belgischer Tennisspieler
- Mertens, Zenia (* 2001), belgische Fußballspielerin
- Mertens-Schaaffhausen, Sibylle (1797–1857), deutsche Archäologin, Zentrum der Bonner GesellschaftSibylle Mertens-Schaaffhausen (1797–1857)

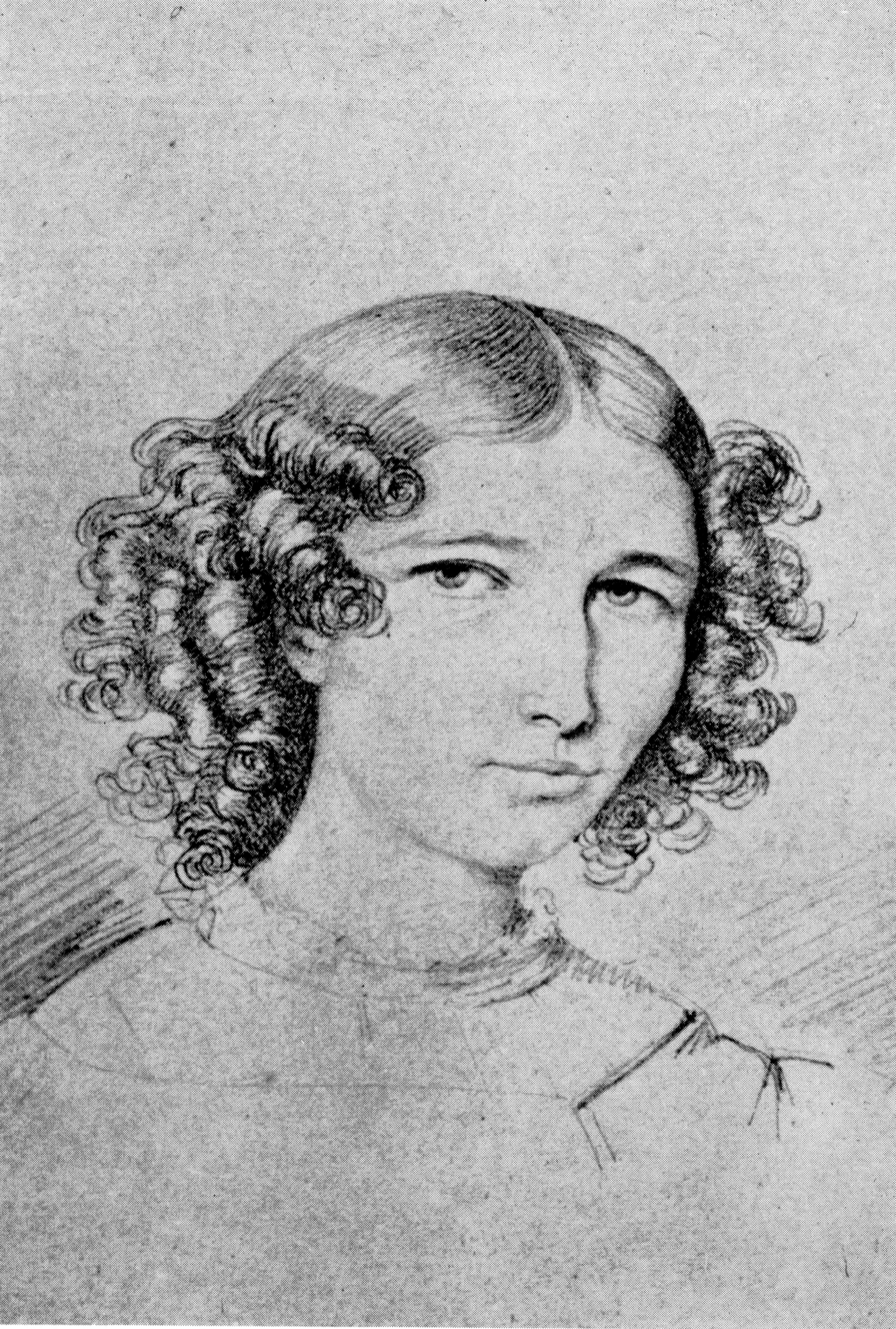
Sibylle Mertens-Schaaffhausen (1797–1857)

- Mertensacker, Adelgunde (1940–2013), deutsche Politikerin (Christliche Mitte)
- Merter, Ahmet Muhtar (1891–1959), türkischer Widerstandskämpfer
- Merter, Nesip Mustafa (* 1947), türkischer Psychiater und Buchautor
- Merter, Zühtü (1934–2022), türkischer Fußballspieler
- Mertés, Albert (1853–1924), deutscher Hutfabrikant
- Mertes, Alois (1921–1985), deutscher Diplomat, Politiker (CDU) und von 1982 bis zu seinem Tode Staatsminister im Auswärtigen Amt
- Mertes, Brian, US-amerikanischer Theater- und Fernsehregisseur
- Mertes, Heiko (* 1947), deutscher Fußballspieler und -trainer
- Mertes, Heinz Klaus (* 1942), deutscher Journalist, Fernsehmoderator und -produzent
- Mertes, Joachim (1949–2017), deutscher Politiker (SPD), MdL, rheinland-pfälzischer Landtagspräsident
- Mertes, Josef Peter (* 1946), deutscher Politiker (SPD), MdL
- Mertes, Klaus (* 1954), deutscher Ordensgeistlicher, Jesuit, ehemaliger Direktor des Jesuitenkollegs in St. Blasien, Autor und Chefredakteur
- Mertes, Michael (* 1953), deutscher Jurist, politischer Beamter (CDU) und Autor
- Mertes, Raffaele (* 1956), italienischer Kameramann, Regisseur, Drehbuchautor und Produzent
- Mertes, Walter (* 1955), deutscher Unternehmer und ehemaliger Automobilrennfahrer
- Mertes, Werner (1919–1985), deutscher Volkswirt und Politiker (FDP), MdB
- Mertesacker, Per (* 1984), deutscher FußballspielerPer Mertesacker (* 1984)

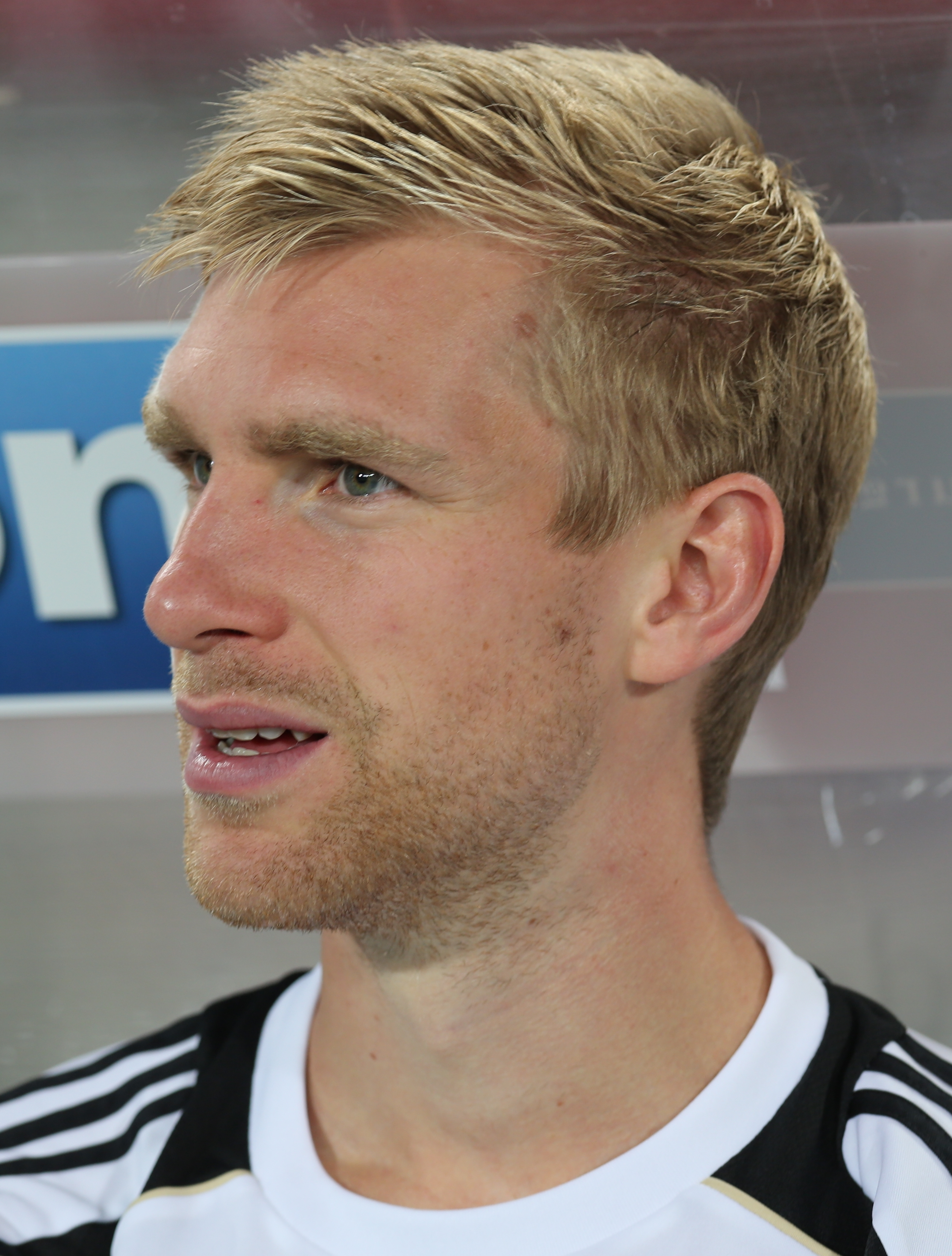
Per Mertesacker (* 1984)

- Mertesacker, Stefan (* 1951), deutscher Fußballtrainer und -funktionär
- Mertesacker, Ulrike (* 1984), deutsche Handballspielerin

### Merth
- Merth, František Daniel (1915–1995), katholischer Priester und Dichter
- Mertha, Herbert (* 1929), deutscher Schlosser und Mitglied der Volkskammer der DDR
- Merthan, Christine (* 1943), österreichische Schauspielerin

### Merti
- Merticariu, Varlaam (* 1960), rumänischer orthodoxer Theologe
- Mertig, Ingrid (* 1955), deutsche Physikerin und Hochschullehrerin
- Mertin, Anne (1942–2017), österreichische Schauspielerin
- Mertin, Erich (1872–1928), deutscher Jurist und Politiker, MdR
- Mertin, Herbert (1958–2025), deutscher Politiker (FDP), MdLHerbert Mertin (1958–2025)

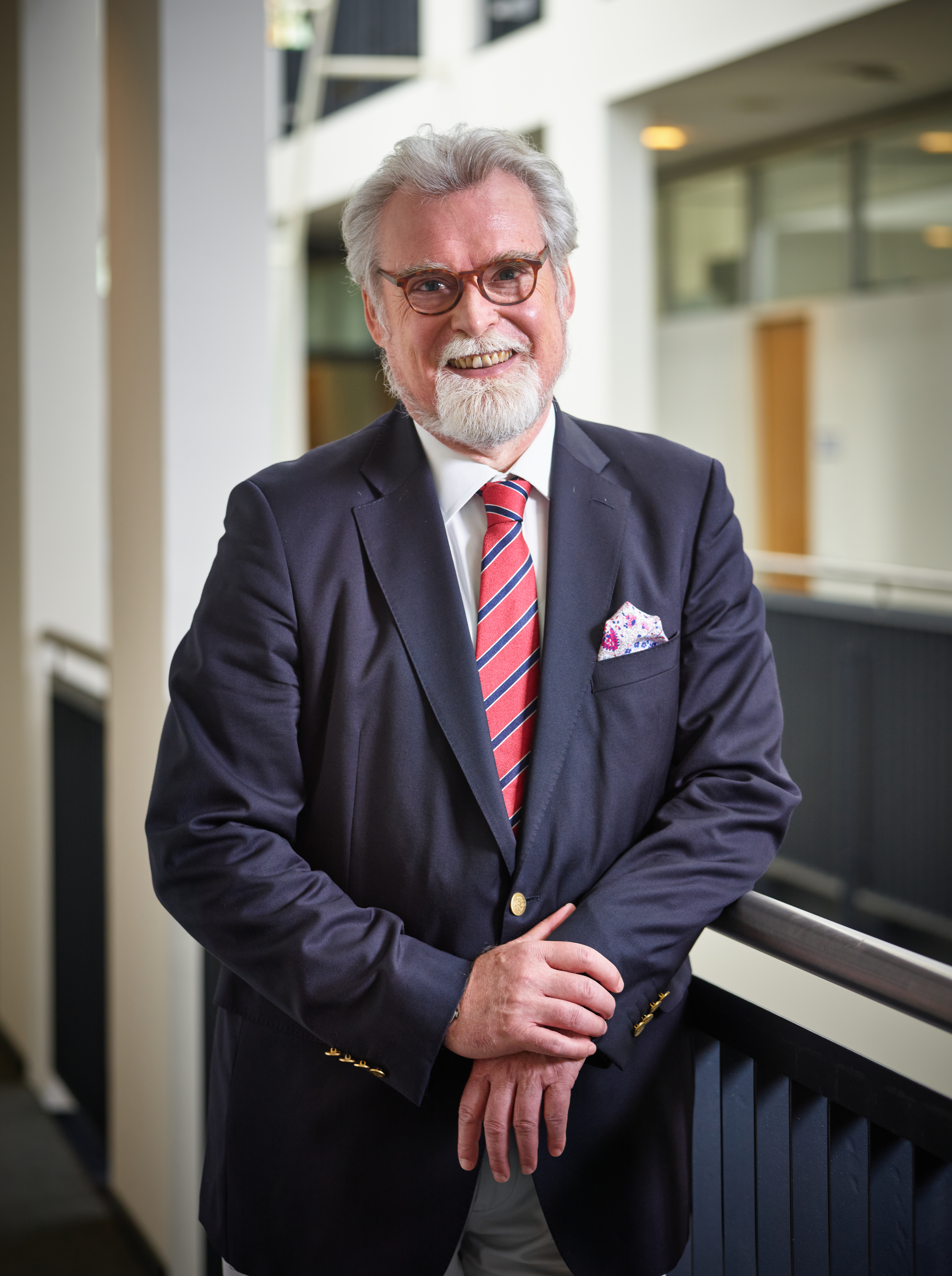
Herbert Mertin (1958–2025)

- Mertin, Holger (* 1977), deutscher Klangaktionist, Multiperkussionist, Sound-Artist und Musikethnologe
- Mertin, Josef (1904–1998), österreichischer Musiker und Orgelbauer
- Mertin, Josef (1919–1995), deutscher Maler, Teppichkünstler, Heimatforscher und Politiker
- Mertin, Ray-Güde (1943–2007), deutsche Philologin, Literaturagentin und Übersetzerin
- Mertin, Ulrich (* 1977), deutscher Musiker, Dirigent und experimenteller Komponist
- Mertin, Wolfgang (* 1942), deutscher Dokumentarfilmer
- Mertiňák, Michal (* 1979), slowakischer Tennisspieler
- Mertine, Julien (* 1988), französischer Florettfechter
- Merting, Steven (* 1970), deutscher Schauspieler
- Mertins, Arthur (1898–1979), deutscher Politiker (SPD), MdR, MdB
- Mertins, Ferdinand (1864–1943), deutscher Politiker (USPD, SPD), MdL
- Mertins, Gerhard (1919–1993), deutscher Militär, Mitglied der Waffen-SS und Waffenexporteur
- Mertins, Günter (1936–2015), deutscher Geograph
- Mertins, Oliver (1964–2020), deutscher Schriftsteller
- Mertins, Oskar (1858–1909), deutscher Lehrer und Prähistoriker
- Mertinz, Johanna (* 1945), österreichische Schauspielerin und Rezitatorin

### Mertl
- Mertl, Anton (* 1946), deutscher Rechtsanwalt
- Mertl, Jan (* 1982), tschechischer Tennisspieler
- Mertl, Tomáš (* 1986), tschechischer Eishockeyspieler
- Mertlík, Pavel (* 1961), tschechischer Ökonom und Politiker
- Mertlitsch, Hermann (1821–1872), österreichischer Politiker

### Mertn
- Mertner, Edgar (1907–1999), deutscher Anglist und Hochschullehrer für englische Philologie

### Merto
- Merto, Rowel (* 1961), philippinischer Bogenschütze
- Merton, Alfred (1878–1954), deutscher Unternehmer
- Merton, Alice (* 1993), deutsche PopmusikerinAlice Merton (* 1993)

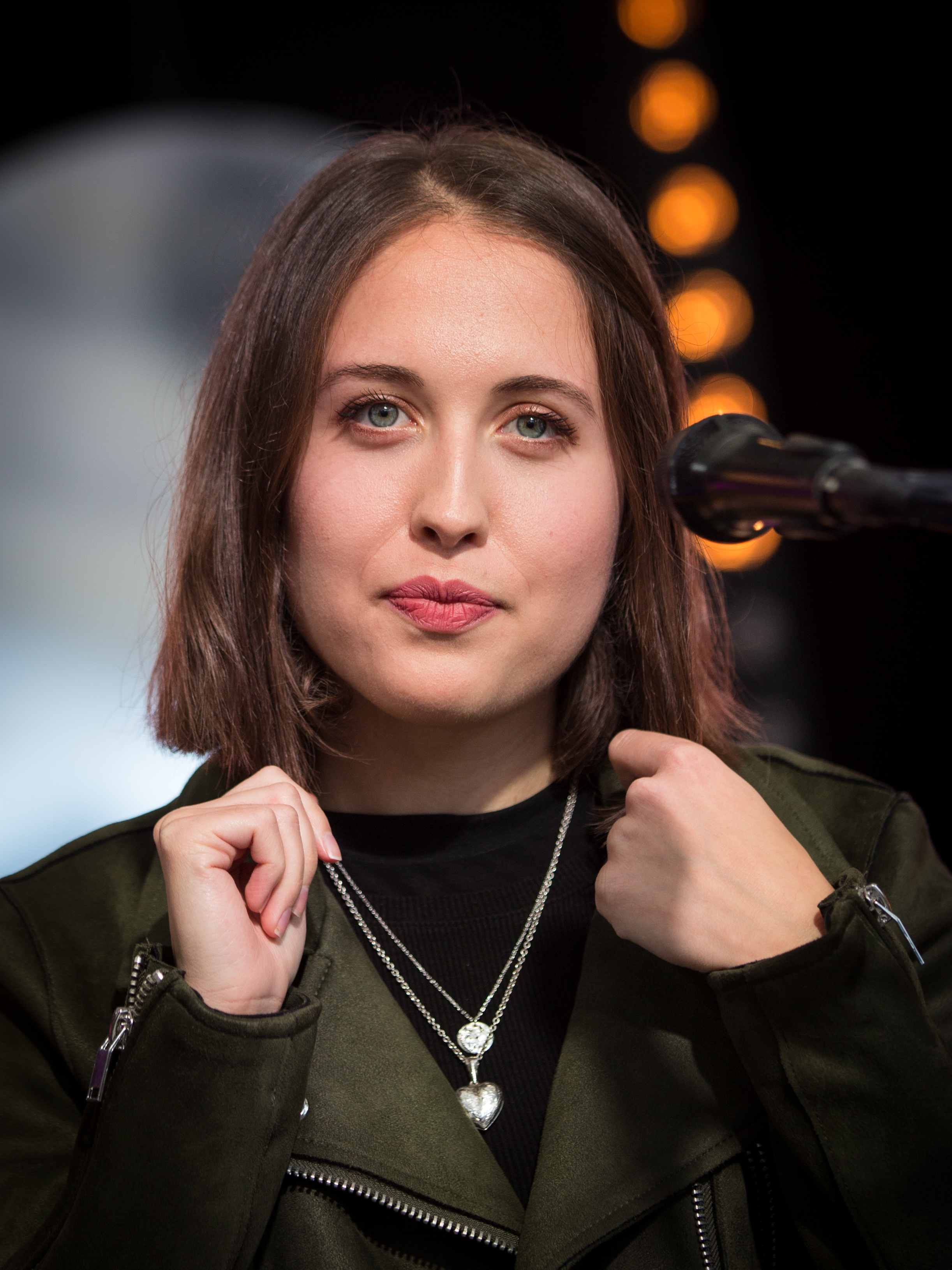
Alice Merton (* 1993)

- Merton, Don (1939–2011), neuseeländischer Naturschützer
- Merton, Hugo (1879–1940), deutscher Zoologe und Forschungsreisender jüdischer Abstammung
- Merton, Paul (* 1957), englischer Comedian und Moderator
- Merton, Ralph (1817–1883), englisch-deutscher Unternehmer
- Merton, Richard (1881–1960), deutscher Unternehmer, Politiker (DVP), MdR und Ehrenbürger von Frankfurt am Main
- Merton, Robert C. (* 1944), US-amerikanischer Finanzwissenschaftler und Nobelpreisträger
- Merton, Robert K. (1910–2003), US-amerikanischer Soziologe
- Merton, Thomas (1915–1968), US-amerikanischer Trappist, Mystiker
- Merton, Wilhelm (1848–1916), deutscher Unternehmer, Sozialpolitiker und Philanthrop
- Merton, Zienia (1945–2018), britische Schauspielerin
- Mertová, Štěpánka (1930–2004), tschechoslowakische Diskuswerferin

### Merts
- Mertsch, Fritz (1906–1971), deutscher Statistiker
- Mertsch, Hans (1927–2011), deutscher Politiker (SPD), MdA
- Mertsching, Antonia (* 1985), deutsche Politikerin (Die Linke), MdL

### Mertz
- Mertz von Quirnheim, Albrecht (1905–1944), deutscher Widerstandskämpfer gegen den NationalsozialismusAlbrecht Mertz von Quirnheim (1905–1944)

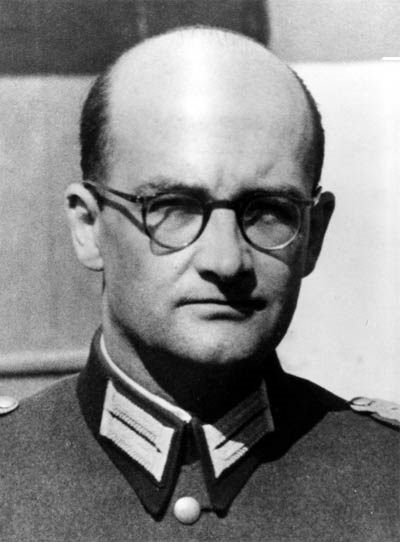
Albrecht Mertz von Quirnheim (1905–1944)

- Mertz von Quirnheim, Hermann (1866–1947), deutscher Generalleutnant sowie Präsident des Reichsarchivs (1919–1931)
- Mertz von Quirnheim, Karl Joseph Alois (1710–1748), Reichsfreiherr, dänischer Lehnsgraf, Kurfürstlich Mainzischer Rat
- Mertz, Aurel (* 1989), deutscher Moderator und Comedian
- Mertz, Bernd A. (1924–1996), deutscher Autor, Bühnenautor, Drehbuchautor und Astrologe
- Mertz, Bertrand (* 1962), französischer Politiker
- Mertz, Carl (1908–1978), deutscher Architekt und Baubeamter
- Mertz, Emma (1880–1937), Schweizer Malerin und Zeichenlehrerin
- Mertz, Franz (1897–1966), deutscher Kunstmaler, Bühnenbildner und Bühnenarchitekt
- Mertz, Georg (* 1858), deutscher Politiker
- Mertz, Graham (* 2000), amerikanischer College-Football-SpielerGraham Mertz (* 2000)

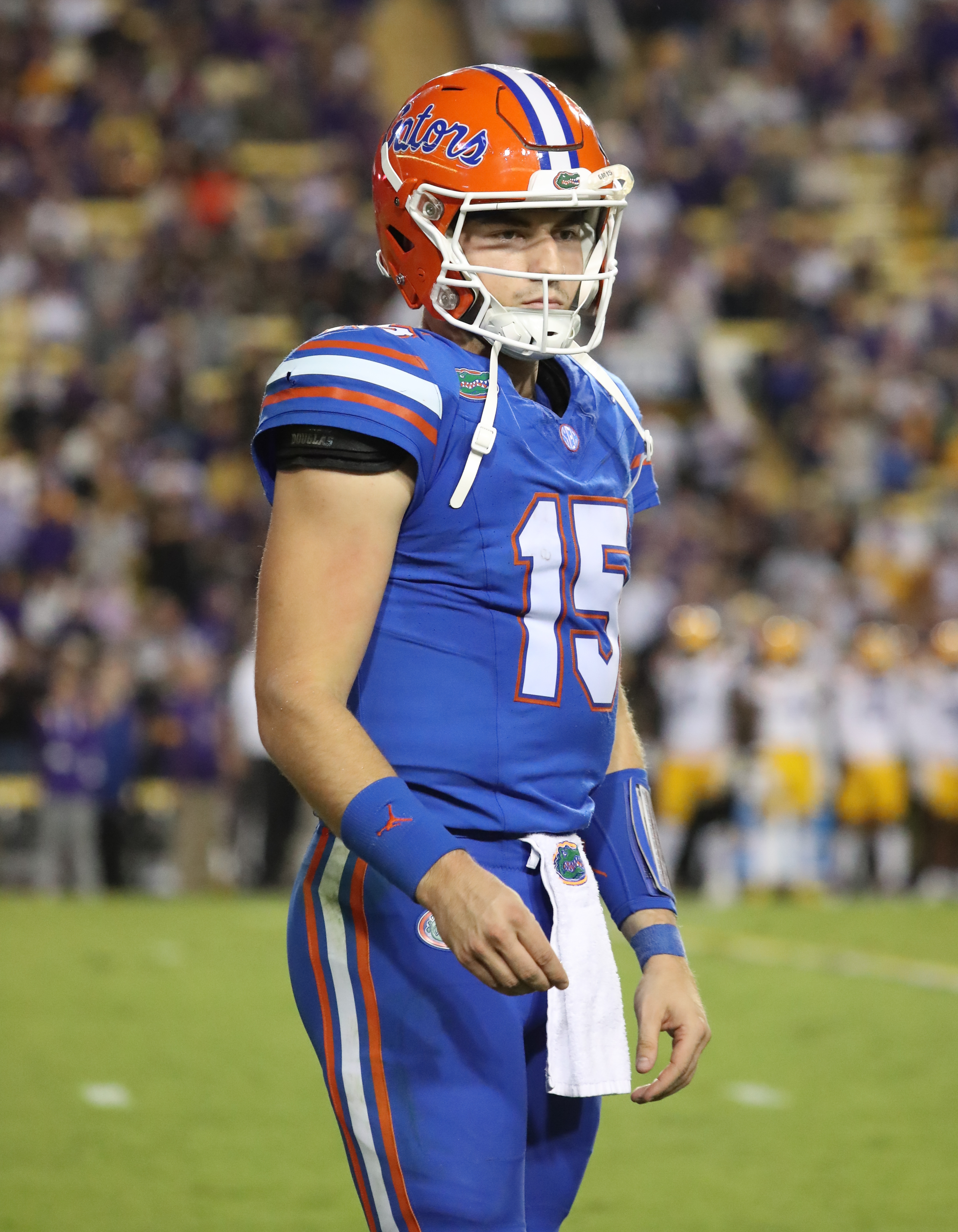
Graham Mertz (* 2000)

- Mertz, Henri (1919–1999), französisch-elsässischer Mundartdichter und Volksschullehrer
- Mertz, Johann Kaspar (1806–1856), österreichischer Komponist und Gitarrist
- Mertz, Jonathan (* 1986), deutscher Bühnenbildner
- Mertz, Leonhard, deutscher Orgelbauer
- Mertz, Max (1912–1981), deutscher Grafiker und Maler
- Mertz, Nikolaus Balthasar, deutscher Mediziner und Hofmedicus in Bamberg
- Mertz, Ole (1931–2017), dänischer Badmintonspieler und -funktionär
- Mertz, Susann (* 1989), deutsche Schauspielerin und Synchronsprecherin
- Mertz, Xavier (1882–1913), Schweizer Polarforscher
- Mertzig, Jan (* 1970), schwedischer Eishockeyspieler
- Mertzig, Ruth (* 1947), deutsche Badmintonspielerin
- Mertzlufft, Willi (1928–1992), deutscher Fußballspieler